# Hay que educar a papá
Hay que educar a papá es una película cómica, rodada en 1971 en España bajo la dirección de Pedro Lazaga.

## Argumento
Severiano, que siempre ha sido agricultor, tenía un melonar muy cerca de Madrid. Con la expansión de la ciudad ganó bastante dinero con la venta de sus terrenos y ahora se dedica al mundo de la construcción. Aunque tiene mucho dinero vive como siempre, humildemente. Eso no le parece bien a su hija, que ha regresado del Reino Unido y quiere presentar formalmente a su novio, un conde. Antes de organizar la reunión de las dos familias, convence a su padre para que compre otra casa y aprenda protocolo.

## Reparto
- Paco Martínez Soria como Severiano Paredes
- Marta Baizán como Julia Paredes
- Rafael López Somoza como Isidro
- Máximo Valverde como Daniel Ramos
- Julia Caba Alba como Venancia Antón
- Rafaela Aparicio como Felisa
- Jaime de Mora y Aragón como Tomás, conde de Ronda
- Helga Liné como Ani

- Datos: Q5892958